# Sportclub Veltheim
Vous pouvez aider à l'améliorer ou bien discuter des problèmes sur sa page de discussion.
- Il ne cite pas suffisamment ses sources. Vous pouvez indiquer les passages à sourcer avec {{référence nécessaire}} ou {{Référence souhaitée}}, et inclure les références utiles en les liant aux notes de bas de page. (Marqué depuis avril 2024)
- Certaines informations devraient être mieux reliées aux sources mentionnées dans la bibliographie ou les liens externes. Améliorez sa vérifiabilité en les associant par des références. (Marqué depuis avril 2024)
- Il ne s’appuie pas, ou pas assez, sur des sources secondaires ou tertiaires. (Marqué depuis avril 2024)

- Archive Wikiwix
- Bing
- Cairn
- DuckDuckGo
- E. Universalis
- Gallica
- Google
- G. Books
- G. News
- G. Scholar
- Persée
- Qwant
- (zh) Baidu
- (ru) Yandex
- (wd) trouver des œuvres sur Wikidata

Le SC Veltheim est un club de football suisse du district de Veltheim à Winterthur et est un ancien participant à la meilleure ligue suisse masculine (dans les années 1920) et féminine. Les hommes et les femmes évoluent actuellement en deuxième ligue.

## Histoire
Le premier FC Veltheim a été fondé en 1908. En 1912, le club fusionne avec le FC Stella, un club de jeunes composé de lycéens, d'étudiants de l'industrie et d'apprentis, héritant ainsi de son droit de jouer sur la Schützenwiese. Renforcé par la fusion, Veltheim a pu remporter les championnats des séries B, C et D la saison suivante, 1913/14, et la première équipe a atteint la plus haute ligue suisse. Mais avant même le début du championnat, qui a débuté tardivement en raison de la Première Guerre mondiale, le FC Veltheim de l'époque a fusionné avec le FC Winterthur pour former le United FC Winterthur-Veltheim en 1915, car dans ces circonstances, c'était difficile pour les petits clubs comme le FC Veltheim. pour gagner un pour fournir une équipe correspondant au niveau de la ligue.
Au cours de la saison 1923/24, Veltheim a dirigé le joueur national suisse Gustav Gottenkieny en tant qu'entraîneur après une saison souveraine sans défaite en tant que champion de promotion en première division. Lors de la première saison de la NLA, Max Weiler, le seul joueur national masculin de Veltheim à ce jour, a été appelé dans l'équipe nationale suisse. Weiler a déménagé au GC la saison suivante. Au cours de la saison 1925/26, après la fin de la saison régulière, Arnold a été déclaré athlète professionnel par le comité d'appel de la SFAV en raison d'un appel de Winterthur, ce qui signifiait que quatre matchs de Veltheim avec sa participation étaient comptés comme des défaites forfaitaires. Comme Veltheim a perdu sept points en conséquence, le club a dû disputer les matches de relégation contre le FC Oberwinterthur (club sportif de Winterthur) au lieu de Saint-Gall, mais a pu s'affirmer avec deux victoires nettes contre les rivaux de la ville. La saison suivante, cependant, Veltheim ne pouvait plus éviter la relégation - affaibli par les départs de joueurs [5], Veltheim s'est hissé en 1927 après quatre saisons d'excellence à nouveau dans la deuxième ligue la plus élevée. Lors de la réforme de la ligue en 1930 (réduction des ligues supérieures, qui jusqu'à présent se composaient de plusieurs groupes), le SC Veltheim a conservé son affiliation à ce qui était désormais la 2e ligue, la troisième plus haute ligue de Suisse. Là, le club a occupé au cours des années suivantes principalement des places de milieu de terrain.
Une section junior a été fondée en 1935 et a survécu à une crise du club à la fin de la saison 1935/36, lorsque l'équipe a été reléguée en 3e division de cinquième rang et que le club a dû être secouru par un nouveau conseil d'administration après un six- heure d'assemblée générale. En conséquence, le club a joué en 3e ligue pendant plus de 2 décennies. Pendant ce temps, vous êtes venu en 1948 et 1951 une résurgence plus proche, mais a échoué dans chaque jeux de promotion. En 1939, une section senior a été créée. En 1958/59, le club a réussi à être promu en 2e division, où il a été principalement classé au milieu de terrain pendant les années suivantes jusqu'à ce qu'il soit à nouveau relégué en 1971.
En juin 1970, le Winterthur Souverän approuva la construction du terrain de sport de Flüeli avec 58,5 % de oui, qui fut inauguré trois ans plus tard le 7 juillet 1973 avec un match de Coupe UI du FC Winterthur, auparavant disputé entre autres sur le Deutweg et en A fois aussi sur la Schützenwiese. Le match d'inauguration de Veltheim était également le match de promotion contre le FC Büsingen, et le club a pu passer sa première saison complète sur le nouveau terrain de sport à nouveau en 2e division. En 1974, le club fait sensation avec une courte défaite 1-0 après prolongation contre le FC Saint-Gall en 1/16 de finale de la Coupe de Suisse. Au moins dans la seconde moitié des années 1970, il y avait aussi une équipe de hockey sur glace et une équipe de handball au sein du club.
En 1988, sous la direction de l'entraîneur Bruno Lüthi, le club est promu en 1ère ligue, la troisième plus haute ligue de Suisse. Lors de la Coupe de Suisse 1989/90, Veltheim a pu vaincre le club NLB FC Emmenbrücke au premier tour avant d'être éliminé contre le FC Glarus, un autre club B.[12] Les Veltemer ont pu rester en 1ère ligue jusqu'en 1993 puis ont été relégués en 2ème ligue. En 1998/99, ils ont de nouveau eu une apparition en 1ère ligue pendant un an, mais n'ont pas pu y rester.
2004/05 l'équipe a passé une équipe en 3ème division, mais a pu remonter directement. En 2007, ils ont de nouveau été relégués, mais cette fois ils sont restés plus longtemps en 3e ligue. Alors qu'ils ont dû accepter la relégation directe lors de leur première promotion en 2012, après une promotion en 2016, ils ont pu y rester pendant trois saisons jusqu'en 2019. En 2021, ils ont de nouveau été promus en 2e ligue, où le club joue depuis.

## Equipes féminines
En 1974, après des apparitions au FC Winterthur et au FC Phönix Seen, la section féminine rejoint finalement le SC Veltheim depuis Seen. En tant que sous-section, l'équipe féminine a été intégrée au club en tant que section distincte sous le nom de DFC Veltheim. En tant que section, l'équipe féminine a son propre conseil d'administration et s'autofinance également.
Dans les premières années du football féminin, l'équipe a joué à plusieurs reprises dans la plus haute ligue de football suisse. Il appartenait à 1976-1978, à la saison 1980/81 et à nouveau entre 1983 et 1988, la première saison au cours de laquelle la nouvelle Nationalliga a été créée, la plus haute ligue suisse en Suisse. En 1983, ils ont atteint les quarts de finale de la Coupe de Suisse, où ils ont perdu 2-1 contre le DFC Berne. Six joueuses ont eu l'honneur d'être appelées dans l'équipe nationale féminine : la gardienne Ruth Senn, la défenseure Daniela Herzog, les milieux de terrain Marianne Roesch, Sonja Stettler Spinner et Esther Kunz, et l'attaquante Jeannine Fontanice.
Lorsqu'une ligue nationale B a été créée en 1990, trois ans après l'introduction de la ligue nationale, vous pouviez vous y qualifier en remportant le titre de champion de 1ère ligue et ainsi conserver la classe - mais vous avez été relégué une saison plus tard et n'avez joué que la troisième classe pour la première fois. En 1995, ils ont réussi à être promus à nouveau dans la Ligue nationale B nouvellement structurée, mais n'ont pu y rester qu'un an et ont ensuite été relégués en 1ère Ligue de troisième ordre. En 2002, ils sont relégués en quatrième division de 2e division. Plus récemment, l'équipe a joué en 1ère division pendant une saison en 2010/11 et depuis lors, a principalement joué dans la quatrième division la plus élevée de Suisse, à l'exception d'un voyage en 3ème division.
En 2023, l'équipe féminine jouera avec l'équipe active dans la 2e ligue régionale et aura des équipes de jeunes dans les juniors A, B, C et F.